# Шахтёрский район
Шахтёрский район (укр. Шахтарський район) — де-юре упразднённое административно-территориальное образование на востоке Донецкой области Украины, население — 18 952 чел., площадь — 1194 км². Расстояние до Донецка 60 км. С апреля 2014 года под контролем самопровозглашённой Донецкой Народной Республики.
Центр — город Шахтёрск (не входит в состав района).
В составе 13 сельсоветов, 54 населённых пункта.
Памятное место — мемориальный комплекс «Саур-Могила» (село Сауровка).

## Население
Численность населения — 18 952 чел, сельское население: 18 952 человека, городское отсутствует.
Данные переписи населения 2001 года
| N | Национальность | Количество | Уд. вес (%) |
| - | -------------- | ---------- | ----------- |
| 1 | Украинцы       | 18 042     | 74,4        |
| 2 | Русские        | 5 663      | 23,3        |
| 3 | Белорусы       | 249        | 1,03        |
|   | Всего          | 24262      | 100,00      |

## История
До 1921 года район входил в состав Области Войска Донского. Район образован 4 января 1965 года.

### Бои заМиус-фронт
В конце июля 1943 в районе с. Степановка шли кровопролитные бои за плацдарм на западном берегу р. Миус между 2-м Гвардейским мехкорпусом РККА и танковой дивизией СС «Мёртвая Голова».
1 июля 1943 года в районе боёв за плацдарм погибла известная лётчица Лидия Литвяк (похоронена в селе Дмитровка).

### Под российской оккупацией
С 26 января 2015 года, согласно распоряжению главы администрации Шахтёрска, населённые пункты района подчиняются Шахтёрской городской администрации, таким образом, фактически отдельная административная единица Шахтёрский район в рамках Донецкой Народной Республики упразднена.

### Упразднение района
17 июля 2020 года территория Шахтёрского района была включена в состав нового Горловского района.

## Экономика
14 колхозов, 12 совхозов, 2 стройорганизации. Добыча каменного угля, песчаников.

## Природа
Общегосударственный ботанический памятник природы «Урочище Грабовое» (площадь 0,41 км², охраняется реликтовое место произрастания граба обыкновенного на расстоянии от восточной границы ареала. Здесь произрастают редкие дельфиний Сергия, любка двулистная, коручка морозниковидная, гнездовка обыкновенная, пион тонколистый, шиповник донецкий, ковыль Иоанна, тюльпан дубравный). Энтомологический заказник «Круглик» (место обитания диких пчёл).
Охраняемые природные территории:
- Донецкий кряж
- Круглик
- Обушок (заказник)
- Урочище Грабово